# Мырзабай Ахун
Мырзабай Ахун (каз. Мырзабай Ахун, до 2004 г. — 20 лет Казахстана) — село в Жалагашском районе Кызылординской области Казахстана. Административный центр и единственный населённый пункт сельского округа Мырзабай. Код КАТО — 433651100.

## Население
В 1999 году население села составляло 1412 человек (712 мужчин и 700 женщин). По данным переписи 2009 года, в селе проживали 1344 человека (677 мужчин и 667 женщин).